# Šévy
Šévy este o arie protejată (arie specială de conservare — SAC, sit de importanță comunitară — SCI) din Republica Cehă întinsă pe o suprafață de 8,08 ha, integral pe uscat.

## Localizare
Centrul sitului Šévy este situat la coordonatele 49°08′07″N 16°58′21″E / 49.135278°N 16.9725°E.

## Înființare
Situl Šévy a fost declarat sit de importanță comunitară în aprilie 2005 pentru a proteja 1 specie de plante. Situl a fost protejat și ca arie specială de conservare în aprilie 2014.

## Biodiversitate
Situată în ecoregiunile continentală și panonică, aria protejată conține 1 habitat natural: Pajiști uscate seminaturale și facies de acoperire cu tufișuri pe substraturi calcaroase (Festuco-Brometalia) (* situri importante pentru orhidee).
La baza desemnării sitului se află o specie protejată de  plante: sisinei (Pulsatilla grandis).